# Benoît Antheaume
Pour les articles homonymes, voir Antheaume.
Œuvres principales
- Atlas des îles et États du Pacifique sud, GIP Reclus/Publisud, 1988, avec Joël Bonnemaison.
- Le territoire est mort, vive les territoires ! Une (re)fabrication au nom du développement, IRD, Paris, 2005, avec Frédéric Giraut

Benoît Antheaume, né le 16 juillet 1946, est un géographe français, directeur de recherches émérite à l'ORSTOM (devenu IRD en 1998), spécialiste de l'Afrique de l'Ouest, du Pacifique Sud et de l'Afrique du Sud. Il est notamment l'auteur d'un Atlas des îles et États du Pacifique Sud (1988), en collaboration avec Joël Bonnemaison.
Benoît Antheaume a été, pour un mandat de cinq ans (2008-2013), le secrétaire général du prix Vautrin-Lud, décerné chaque année dans le cadre du Festival international de géographie (FIG) à Saint-Dié-des-Vosges par un jury de cinq membres de cinq nationalités différentes à partir du vote d'un panel de deux cent quarante géographes à travers le monde.

## Sélection de publications

### Ouvrages
- Agbétiko : terroir de la basse vallée du Mono (Sud-Togo), Paris, ORSTOM, 1978 (d'après sa thèse de doctorat[7])
- (Co-auteur) Atlas alphabétique : les États du monde, Paris, Larousse, 1986, avec Michel Cotonnec
- (Co-auteur) Atlas des îles et États du Pacifique sud, GIP Reclus, Montpellier/Publisud, Paris, 1988, avec Joël Bonnemaison
- (Co-auteur) Une aire Pacifique ?, Paris, La Documentation française, 1995, avec Joël Bonnemaison
- (Co-directeur) Asie du Sud-Est, Océanie, coll. Géographie universelle, Paris, Belin, 1999 (1re éd. 1995), avec Michel Bruneau, Joël Bonnemaison, Christian Taillard (dir.).
- (Co-éditeur) Le territoire est mort, vive les territoires ! Une (re)fabrication au nom du développement, IRD, Paris, 2005, avec Frédéric Giraut
- (Co-éditeur) Les territoires à l'épreuve des normes : référents et innovations. Contributions croisées sud-africaines, françaises et marocaines, Laboratoire LERMA & Montagnes méditerranéennes, Marrakech-Le Pradel, 2009, 528 p., avec Saïd Boujrouf, Frédéric Giraut et Pierre-Antoine Landel (texte intégral en ligne)

### Articles et chapitres de livres
- (Co-auteur) « Cartes d’identité, Les murs peints d’Afrique du Sud », dans Mappemonde, 1999, no 53, p. 1-5, avec Élisabeth Deliry-Antheaume
- « L’Afrique du Sud revisitée », dans Henri Nicolaï, Paul Pélissier et Jean-Pierre Raison (dir.), Un géographe dans son siècle, actualité de Pierre Gourou, Karthala-Géotropiques, Paris, 2000, p. 235-243
- « La francophonie en Afrique du Sud », Hermès, 2004, no 40, p. 345-349
- « Le café au Togo. Chronique d’une émergence de la modernité rurale (1920-1960) », dans Études rurales, 2007, no 180, p. 155-170
- « Les changements toponymiques sud-africains tombent parfois à côté de la plaque.. », L'Espace géographique, 2008/2, tome 37
- « Afrique du Sud. Nation arc-en-ciel », dans João Medeiros (dir.), Le mondial des Nations. 30 chercheurs enquêtent sur l'identité nationale, p. 48-63, Paris, Choiseul-RFI, 2011.

### Conférence en ligne
- Afrique du Sud : Décolonisation achevée ?, Conférence du 10 février 2010, UFR Lettres et sciences humaines  (Université du Havre), dans le cadre du  cycle de conférences « L’Afrique en mouvement ». Lien MP3 - conférence en ligne